# Alexander Holtmann
Alexander Holtmann (Bad Segeberg, Alemania, 19 de agosto de 1978) es un actor de cine, televisión y teatro alemán radicado en México. Es conocido por sus participaciones en El Elegido, Humboldt en México. La mirada del explorador, Capadocia, El señor de los cielos, Infames, Qué bonito amor, entre otros.

## Biografía
Holtmann nació el 19 de agostos de 1978 en Bad Segeberg, hijo de padre alemán y madre finlandesa, vivió parte de su adolescencia Helsinki y regresó a Alemania para realizar su servicio militar. Tiempo después emigró a Los Ángeles para estudiar en la Stella Adler Academy, de donde egresó con honores en 2002. 
En 2005 viajó a la Ciudad de México para hacer su debut en el cine, con la cinta mexicana "Los Pajarracos", desde entonces ha radicado en México, desarrollándose en el mundo de entretenimiento hispano en películas como Los parecidos (2015), El elegido (2016), La gran promesa (2017) o series televisivas como Capadocia (2012), El Chema (2016-2017), El señor de los cielos (2013-2017), Señora Acero (2018-2019), El Dragón (2019-2020), entre otros.

## Estudios
- Técnica de actuación - Irene Gilbert, Stella Adler Academy
- Escena - Charles Waxberg, Stacy Ray
- Análisis de Guion - Charles Waxberg
- Combate de escena - Louis Roth
- Improvisación - Dan Weisman, Pat Dade
- Sketch - Kent Skov, L.A. Connection
- Shakespeare - Debbie Wastling
- Chekhov - Yevgeni Lazarev

## Habilidades especiales
- Idiomas - Inglés, Alemán, Finés, Español, Sueco
- Deportes - PADI Buceo de Rescate, Paintball, Voleibol, Ping Pong, Squash, Ciclismo, Equitación, Escalada, Veleo
- Artes Marciales - Jiu-Jitsu, Aikido, Combate escénico, Esgrima
- Entrenamiento Militar - Médico de campo, Chófer de ambulancia, Armas Automáticas y Semiautomáticas
- Licencia de manejo C1E (Truck-European Union)

## Actividad profesional

### Cine
- Humboldt en México. La mirada del explorador -Ana Cruz
- La gran promesa - Dir. Jorge Ramírez
- El elegido - Dir. Antonio Chavarrías
- El sueño del Marakame - Dir. Federico Cecchetti
- Quack - Dir. Eduardo Perea
- Lalito - Contrabajo Films
- The Boy Who Smells Like Fish - Dir. Analeine Cal y Mayor
- In Lak'ech Ala K'in: Code of the Heart - Dir. Catherine Cunningham
- Toda la suerte del mundo - Dir. Alberto Allende
- La Brújula la lleva el Muerto - Dir. Arturo Pons
- Zeviathan - Dir. Iker Orozco
- Los Trashumantes - Dir. Federico Cecchetti
- Matriushkas - Dir. Luciana Solórzano
- Los Pajarracos - Dir. Horacio Rivera, Héctor Hernández
- Kiljusten herrasvaen uudet seikkailut - Polarfilms

### Televisión
- El Dragón- Hans Pritken / Lemon Studios
- El Chema -  Lesly Carrol/ Telemundo
- Señora Acero - John Floyd - Telemundo
- Grandes transformaciones de México  - Maximiliano de Habsburgo - Televisa
- El hotel de los secretos - Sheamus Rangel - Roberto Gómez Fernández, Televisa
- Amor de barrio - Walter - Roberto Hernández Vázquez, Televisa
- Coleccionista - Maximiliano de Habsburgo - OPMA
- Alguien más - Maestro Kanvar - Canana Films y Canal Once
- Las trampas del deseo - Humberto - Argos Comunicación y MundoFox
- Fortuna - Luka Gomorov - Argos Comunicación y Cadena Tres
- El señor de los cielos - Randy Prescott - Argos Comunicación y Telemundo
- Locked up abroad/Howard Marks - Patrick Lane - National Geographic Channel
- La patrona - Arthur Kelley - Argos Comunicación y Telemundo
- Qué bonito amor - Arnold Smith - Salvador Mejía Alejandre, Televisa
- Capadocia 3 - Carter - Argos Comunicación
- Infames - Mayor Richard Davis - Argos Comunicación y Cadena Tres
- La Teniente - Embajador McKenzie - Azteca 7, TV Azteca
- El encanto del águila - Subteniente Charles Copp - Canal de las Estrellas, Televisa
- Los Minondo - Socio 1 - Canal Once
- Drenaje profundo - Michael Hudson de joven - TV Azteca
- XY 2 - Secretario particular - Canal Once

### Teatro
- Humboldt, México para los mexicanos - Ernesto Anaya Ottone/ Teatro sin paredes
- Angustia/ A puerta cerrada - Jean-Paul Sartre
- Acreedores - August Strindberg
- Güero en México - stand up Alexander Holtmann
- Choros críticos - stand up Alexander Holtmann y Blanca Salces
- Petición de mano - Antón Chéjov
- El aniversario - Antón Chéjov
- El oso - Antón Chéjov
- Pigmalión - George Bernard Shaw
- Los dos hidalgos de Verona - William Shakespeare
- La fierecilla domada - William Shakespeare
- Cuento de navidad - Charles Dickens
- El cascanueces - E. T. A. Hoffmann
- Platero y yo - Juan Ramón Jiménez
- El lago de los cisnes - Piotr Ilich Chaikovski
- Don Quijote - Miguel de Cervantes
- Caperucita Roja - Charles Perrault
- La Cenicienta - Charles Perrault
- La Bella Durmiente - Charles Perrault
- Pastorela - César Chavez Belmont
- Instant Comedy Soup - Stella Adler Theatre L.A.
- A little bit of Improv - Studio Theatre L.A.
- IMPROV! - Irene Gilbert Theatre L.A.
- ImproVable Cause - Jewel Box Theatre L.A.
- Sketch & Improv - L.A Connection, Dan Weisman